# Femme au miroir (Jacopo de' Barbari)
Femme au miroir, dit aussi Vénus est une gravure sur cuivre au burin de l'artiste de la Renaissance vénitienne Jacopo de' Barbari datant vers 1504.

## Histoire
Jacopo de' Barbari rencontre Albrecht Dürer à Nuremberg vers 1500. Les deux artistes se sont influencés mutuellement, pour ce qui est notamment de la représentation de l'anatomie et de ses proportions.
La Femme au miroir est gravée lors du séjour allemand de Jacopo de' Barbari, à la même époque qu'Apollon et Diane.

## Analyse
La femme est semblable à une Marie Madeleine dont la dense chevelure révèle tous les attraits. Elle s'admire, pensive, dans un miroir auquel peut s'identifier le spectateur placé dans la position de voyeur. Il s'agit sans doute d'une allégorie de la vanité, mais aussi d'une image érotisante destinée à un public d'amateurs. La technique du burin qui modèle les chairs et l'intérêt pour l'anatomie rapprochent ici encore Jacopo de Dürer.